# Sougé-le-Ganelon
Sougé-le-Ganelon è un comune francese di 944 abitanti situato nel dipartimento della Sarthe nella regione dei Paesi della Loira.

## Società

### Evoluzione demografica
Abitanti censiti